# その花びらにくちづけを
『その花びらにくちづけを』（そのはなびらにくちづけを）は、同人サークルであるふぐり屋、商業ブランドであるゆりんゆりんより発売されたアダルトゲームのシリーズである。少女同士の同性愛（レズビアン）を題材にしたもの。アダルトアニメ化もされている。キャッチコピーは「らぶらぶで、とってもエッチで、百合ん百合んなラブコメディー♪」である。
シリーズを通して、イラストをぺこが担当している。シナリオは『その花びらにくちづけを あまくておとなのとろけるちゅう』までは佐野晋一郎、『その花びらにくちづけを リリ・プラチナム』以降はJUNが担当している。
2012年11月30日にゆりんゆりんから初めての商業作品、『その花びらにくちづけを ミカエルの乙女たち』が発売された。

## シリーズ

### その花びらにくちづけを
| タイトル | タイトル                                              | 主要登場キャラクター                                            | 原画          | シナリオ       | 販売元             | 発売日         | 備考                                              |
| -------- | ----------------------------------------------------- | --------------------------------------------------------------- | ------------- | -------------- | ------------------ | -------------- | ------------------------------------------------- |
| 01       | その花びらにくちづけを                                | 七海・優菜                                                      | ぺこ          | 佐野晋一郎     | ふぐり屋           | 2006年11月25日 |                                                   |
| 02       | その花びらにくちづけを わたしの王子さま               | 楓・紗良                                                        | ぺこ          | 佐野晋一郎     | ふぐり屋           | 2007年6月8日   |                                                   |
| 03       | その花びらにくちづけを あなたと恋人つなぎ             | 麻衣・玲緒                                                      | ぺこ          | 佐野晋一郎     | ふぐり屋           | 2007年8月3日   | アダルトアニメ化。詳細は後述。                    |
| 04       | その花びらにくちづけを 愛しさのフォトグラフ           | 楓・紗良                                                        | ぺこ          | 佐野晋一郎     | ふぐり屋           | 2008年6月20日  |                                                   |
| 05       | その花びらにくちづけを あなたを好きな幸せ             | 麻衣・玲緒                                                      | ぺこ          | 佐野晋一郎     | ふぐり屋           | 2008年8月8日   |                                                   |
| 06       | その花びらにくちづけを 唇とキスで呟いて               | 七海・優菜                                                      | ぺこ          | 佐野晋一郎     | ふぐり屋           | 2008年12月19日 |                                                   |
| 07       | その花びらにくちづけを あまくてほしくてとろけるちゅう | 貴子・瑠奈                                                      | ぺこ          | 佐野晋一郎     | ふぐり屋           | 2009年12月25日 |                                                   |
| 08       | その花びらにくちづけを 天使の花びら染め               | 雫・エリス                                                      | ぺこ          | 佐野晋一郎     | ふぐり屋           | 2010年2月26日  |                                                   |
| 09       | その花びらにくちづけを あまくておとなのとろけるちゅう | 貴子・瑠奈                                                      | ぺこ          | 佐野晋一郎     | ふぐり屋           | 2010年12月17日 |                                                   |
| 10       | その花びらにくちづけを リリ・プラチナム               | 雫・エリス                                                      | ぺこ          | JUN            | ふぐり屋           | 2011年11月25日 |                                                   |
| 11       | その花びらにくちづけを ミカエルの乙女たち             | 璃紗・美夜 七海・優菜 楓・紗良 麻衣・玲緒 雫・エリス 貴子・瑠奈 | ぺこ          | JUN            | ゆりんゆりん       | 2012年11月30日 | 2017年10月27日よりAndroid移植版が配信されている。 |
| 12       | その花びらにくちづけを アトリエの恋人たち             | 璃紗・美夜                                                      | ぺこ          | JUN            | ゆりんゆりん       | 2013年3月29日  |                                                   |
| 13       | その花びらにくちづけを 天使のあこがれ                 | りんご・千秋                                                    | 会田孝信      | 円まどか       | ゆりんゆりん       | 2013年5月31日  |                                                   |
| 14       | その花びらにくちづけを 天使たちの春恋                 | 優乃・皐                                                        | 会田孝信      | 円まどか       | ゆりんゆりん       | 2013年8月30日  |                                                   |
| 15       | その花びらにくちづけを 白雪の騎士                     | 六夏・沙雪 璃紗・美夜 七海・優菜 楓・紗良 麻衣・玲緒            | ぺこ          | JUN 日吉ひより | ゆりんゆりん       | 2013年12月20日 |                                                   |
| 16       | その花びらにくちづけを 天使たちの約束                 | 成美・晶                                                        | 会田孝信      | 円まどか       | ゆりんゆりん       | 2014年3月28日  |                                                   |
| 17       | その花びらにくちづけを あなたに誓う愛                 | 雫・エリス                                                      | ぺこ          | JUN 日吉ひより | ふぐり屋           | 2014年5月31日  |                                                   |
| 18       | その花びらにくちづけを 出会った頃の思い出に           | 璃紗・美夜                                                      | ぺこ          | JUN 日吉ひより | 聖ミカエル女子学園 | 2015年3月13日  | Androidアプリ版／iOSアプリ版                      |
| 19       | その花びらにくちづけを にゅーじぇね！                 | 葉月・愛実 亜弥・藍 渚・莉菜                                    | 会田孝信      | 円まどか       | 聖ミカエル女子学園 | 2015年6月26日  |                                                   |
| 20       | その花びらにくちづけを ゆりりん                       | 璃紗・美夜 麻衣・玲緒 六夏・沙雪 皐                             | ぺこ 会田孝信 | JUN 日吉ひより | ふぐり屋           | 2015年11月20日 |                                                   |
| 21       | その花びらにくちづけを れぼりゅーしょん！ りなぎさ    | 渚・莉菜                                                        | 会田孝信 ぺこ | JUN 日吉ひより | ふぐり屋           | 2015年12月31日 |                                                   |
| 22       | その花びらにくちづけを 初めて出逢ったあの日から       | 璃紗・美夜                                                      | ぺこ          | JUN 日吉ひより | 聖ミカエル女子学園 | 2016年10月28日 |                                                   |

### はなひらっ！
全年齢対応版のPCゲーム。2010年10月8日発売。佳織・あまね・小春・真琴が登場する。販売元はふぐり屋で、キャッチコピーは「らぶらぶで、とってもキュートで、百合ん百合んなラブコメディー♪」となっている。スピンオフとして、小説版の「はなひらSSっ！」が発売、音声ドラマ版の「はなひらにめっ！」が配信されている。

## 登場人物
織田 七海（おだ ななみ）
声：十色冬香（『その花びらにくちづけを』と『その花びらにくちづけを ずっと幸せなキス』）/ 春奈有美（『その花びらにくちづけを 唇とキスで呟いて』と『その花びらにくちづけを 新装版』）/ 八坂菜々（『その花びらにくちづけを 夢のような日々』）/ 小鳥遊このこ（『その花びらにくちづけを ミカエルの乙女たち』以降）
『その花びらにくちづけを』と『その花びらにくちづけを 唇とキスで呟いて』の主人公。高等部2年生。優菜の恋人。5月15日生まれの牡牛座。
陽にかざすと赤みがかっているまっすぐな髪の毛をリボンでツインテールにしている。明るく元気な性格で表情が豊か。学力も普通、容姿も普通、スタイルは少し控えめな自称「平凡の極み」な女の子である。妄想癖があり、考え事がすぐに顔に出てしまう。人見知りはしない。また、意地っ張りなところがある。好きな食べ物はいちごで、趣味はマンガ（恋愛物）を読むこととお菓子を食べること。音楽の趣味はポップス全般。美術の才能はない。胸のサイズは75cmのBカップでウエストはお世辞にも細いと言えずさらにお尻が大きい幼児体型が悩みである。数学が苦手で成績は中の下だが、環境整備委員会に選ばれたことと優菜に目をかけられていることから周囲に優等生と見られている。両親は個人デザイン会社を経営者であり、上流階級の多いミカ女のなかでは一般家庭の出身である。
ミカ女には制服に憧れて志し、両親や教師には無理だと言われるものの猛勉強の末に見事に合格して高等部から入学する。入学式の日、困っているところを優菜に助けられて一目惚れをする。その後、優菜が委員長を務める環境整備委員会の委員に優菜と一緒にいたい一心で立候補し、優菜の強引な推薦により所属することになる。そしてある日の委員会の終了後、優菜が七海の体操服を握りしめながらオナニーをしているところを目撃する。そしてそのまま勢いで優菜からの告白を受け、交際することになる。
校内で絶大な人気を誇る優菜とつきあっていることが他の学生に露見すると騒ぎになるため、優菜とつきあっていることを隠していたが、ベストカップルに選ばれるなど全校公認の関係になっている。紗良と璃紗とは2年生会を結成し互いに協力をし合い愚痴を言い合う仲である。
一人称は「わたし」で、優菜のことは二人きりのときは「お姉さま」、それ以外では「優菜先輩」と呼んでいる。
強引に迫ってくる優菜には押されぎみだが、優菜のことが大好きで優菜のお願いにはつい甘くなる。イメージと違う優菜を発見しては惚れ直すことを繰り返している。優菜のためを思って暴走し失敗することもあったが、優菜にふさわしい女の子になろうと日々努力を重ね、周囲の支えもあって認められるようになってきており、卒業アルバム制作を取り仕切ったことも自信になった。
環境整備委員会に優秀な沙雪が入ってきてあせったりもしたが、優菜引退後の選挙では満場一致で環境整備委員会委員長に選ばれ、責任感も強くなってきている。
両親には優菜と付き合っていることと将来は添い遂げる覚悟であることは伝えてある。
松原 優菜（まつばら ゆうな）
声：内野ぽち
実質的なこの作品そのものの主人公に当たる。高等部3年生。七海の恋人。11月4日生まれの蠍座。イベント委員を務めた経験があり、2年生からは環境整備委員会の委員長を務める。
才色兼備かつ人柄も優雅なうえ、日本全国で病院を経営する医者の家柄ということもあって、ミカ女全学生の憧れの的である。しかし実際は、人見知りで内弁慶、嫉妬深くてそそっかしく、思い込みも激しい上、自分ことには疎い。
恋人の七海によく甘えてはちょっかいを出しており、七海を思って毎日オナニーをしてしまうくらいエッチが大好きな姿から七海からはよく「エロ乙女」と呼ばれている。
スタイルは抜群で胸のサイズは87cmのDカップ、栗色の髪には天然のウェーブがかかっている。料理が趣味で和風のものが好み。私服は意外と少女趣味で、自宅の本棚には謎の本がたくさんある。また低血圧で朝には弱い。実家は学園の目と鼻の先の都内でも有数の高級住宅街にあったが、後に引っ越している。日本舞踊を5歳、バレエを小学生の頃から習っている。
入学式のときに明るく元気な七海に自分の理想を見て一目惚れをしており、この子と一緒にいられたら楽しいだろうなと思い続けていた。ある日、学園でオナニーをしているところを七海に目撃されたことから勢いで告白をしてしまう。七海と恋人関係であることは七海の意向から秘密にしていたが、優菜自身は別にばれてもかまわないと思い、ほとんど気にとめていなかった。ただし、二人だけの秘密を持っていることには喜んでいた。
一人称は「私（わたし）」、七海のことは周りに人がいるときは「七海さん」または「七海ちゃん」、二人きりのときは「七海」と呼び捨てにしている。
七海を自分の後継者にと決めてからは、思い詰めることもある七海を励ましながら育てあげた。
七海のこととなると暴走気味だが、二人きりのとき以外は節度を守って接していた。しかし、環境整備委員会引退後はいっそう自由に七海にベタベタするようになった。七海はその変貌に戸惑っているが、周りには親しみやすくなったとの評判である。責任感も強く委員会活動では無理をしてしまうこともあった。七海の性感帯などを記した七海ちゃんノートをつけている。
七海の両親にはカミングアウト済みで高等部卒業後はミカ女短大に進み、七海と一時期同棲していた松原家所有のマンションで七海と二人暮らしをする予定である。
北嶋 楓（きたじま かえで）
声：五行なずな
『その花びらにくちづけを わたしの王子さま』と『その花びらにくちづけを 愛しさのフォトグラフ』の主人公。高等部3年生。紗良の恋人。10月21日生まれの天秤座。
三つ編みに眼鏡をかけた地味な印象の少女でクラス委員長を務めている。眼鏡にはほとんど度が入っておらず、周囲と境界線を作るためだけにしている。幼稚舎からミカ女に通っており、成績も優秀な才女。注目を浴びるのが苦手でできるだけ目立たない格好をしている。毎年毎年クラス委員長に選ばれてしまうため、名前で呼ばれるより委員長と呼ばれることのほうが多い。委員長に選ばれるのは不本意ではあるが、仕事はきっちりとこなしている。イベント実行委員会ではサブリーダーを務めている。身長は高くスタイルもよい。登場人物のなかでは一番胸のカップ数が大きい。
ネガティブ思考で内気、自分のことは地味で何の取り柄もないと思っている。しかし、眼鏡をはずし三つ編みをほどくとかなりの美少女で、一度その状態で学園に登校したときにはファンができるほど話題となった。また、写真部に撮られた写真のせいで周りの生徒から王子様扱いを受けており、優菜と麻衣に並んでお姉さまにしたい先輩の一人となっている。麻衣と優菜と3人で3年生会（恋愛相互応援の会）を結成している。読書好き。両親と同居しているが、家事全般は得意としている。
紗良は父親の弟の娘で従姉妹の関係にある。子どものころは近所に住んでいた紗良を妹のように可愛がっていた。また、紗良とはよく似た二人だと言われていた。紗良の引っ越しにより疎遠になっていたが、紗良のミカ女入学により再会する。紗良と再会したときは一目では紗良と気付かなかった。紗良から強引な告白を受け、なし崩し的につき合いはじめるが、紗良といると目立ってしまうため気疲れが絶えず、また紗良が離れていくことが怖いため自分から突き放したような態度をとってしまったりしていた。可愛くて明るく社交的な紗良とはつり合わないのではないか、紗良に悪影響を与えてしまうのではないかと悩んだこともあったが、決して強くなどなかった自分が紗良を守りたい一心でいじめっこに仕返しをしたりして紗良の王子様になっていたことを思い出し、紗良を受け止める覚悟を決める。いまでは人目のつかないところでは楓のほうが積極的になることもある。紗良をついつい甘やかしてしまうが、厳しく言うべきところでは厳しく言うようにしている。また、紗良が仕事よりも楓のことを優先させようとすることを諫めているが、楓やみんなとの時間を大切に思っていてくれていることを嬉しく思っている。紗良とはすれ違いの生活を続けていて不安を感じる時もあったが、頑張っている紗良を愛し、自分のできる範囲で紗良のモデル活動をサポートしていた。しかし、紗良と紗良の母親の策略で紗良とモデルユニットを組むはめになる。ユニット活動はグラビアとバラエティ出演が中心だがソロで歌を出したりもしていた。しかし、今後の自分に思い悩み、紗良を裏で支えるマネージャーになりたいと思うようになる。また、貴子に相談をしているうちに幼い頃教師になりたかったこと思い出し教師への道も考える。そして、そのためにモデルの仕事をやめたいと思っているが、スケジュールが詰まっているためなかなかやめることができないでいる。
一人称は「私（わたし）」で、紗良のことは「紗良」と呼び捨てにしている。
紗良には一緒に二人の子供を育てていきたいとプロポーズをしている。
北嶋 紗良（きたじま さら）
声：羽里さつき
高等部2年生。楓の従妹で恋人。11月24日生まれの射手座。有名雑誌の専属モデルで同世代のカリスマである。母親は国民的大女優。
楓を追いかけてミカ女に高等部から入学してきた。仕事の関係で入学式から1日遅れで登校し、その日のうちに他の学生たちの前で楓にキスをする。幼い頃に別れて以来久しぶりの再会だったが、楓には一目で気付いた。現在は楓の家に居候をしている。
同性から見ても華やかな美少女で、人懐っこい笑顔の明るい性格かつ社交的で人気者だが、その陰では努力を惜しまない。成績は中くらい。昔は泣き虫でいつも何かに怯えているような子どもで、今とは面影はあるものの雰囲気は変わっている。いつも楓に守ってもらっていたことから楓のことが大好きである。楓自身の自己評価に対して、楓は魅力的だと思っており王子様と慕っている。楓の魅力にみんなが気付けばいいと思っている一方で、実際に自分のスキルで楓を改造し人気が出るとそのことを後悔したりしている。昔の楓を否定しようとする楓に楓は何も変わっていないと主張する。現在の性格になった理由は、楓と離れてからは自分を変えざるをえなくなってしまったからと次に楓に会ったときに成長を認めてもらって褒めてもらいたかったからである。モデルの仕事をはじめたのもその一環であった。しかし、内には昔と変わらない泣き虫で楓に頼ってしまう面もある。楓に対する愛情はオープンにしていて、その愛情表現に楓がとまどうこともしばしばである。また、2年生会では一番赤裸々なトークをする。楓と付き合い始めてからは楓に甘えることが多くなっている。料理はできなかったが、楓に教えてもらってナポリタンは作れるようになり、着実に進歩している。
栗色の長い髪にヘアバンドをしている。細身でスタイルがよいが、体型の維持には気をつかっている。演劇部に所属。母親が大物女優であることは非公開にしていたが週刊誌に書かれて知られるようになる。仕事よりも楓を優先しようとするところもあるが我慢はしている。しかし、楓とのすれ違い生活に我慢できなくなったため、楓をモデルにして強引にユニットを組むことにする。最近では映画やCMの仕事もしており、売れっ子タレントになっている。母親のことはプレッシャーに感じつつも、将来は母親と同じ演技派の女優になりたいと思っている。
一人称は「紗良」で、楓のことは「楓ちゃん」と呼んでいる。
沢口 麻衣（さわぐち まい）
声：和泉あやか
『その花びらにくちづけを あなたと恋人つなぎ』と『その花びらにくちづけを あなたを好きな幸せ』の主人公。高等部3年生。玲緒の恋人。9月18日生まれの乙女座。
世話好きな優等生。真っ直ぐな黒髪をあごで揃えたおかっぱをしており、スタイルもよく身長は高め。成績上位で運動神経もよくクラス委員でもないのにクラスのまとめ役や相談役を任されている。教師と生徒の受けがよく3年生のうちでは優菜と人気を二分しており、告白も何度もされている。周囲からは清く正しい優秀な乙女と見られている。良家の出身の多いミカ女にあって両親共働きの自称「庶民」である。普段は幼い弟妹たちの面倒を見ている。幼稚舎からミカ女に通っており、母親もミカ女出身である。雫と美夜とともに黒髪会なる秘密会を作り第50代会長を務める。楓とは幼稚舎からの知り合い。優菜や楓とは3年生会を作っている。冷え性。
転校してきてからクラスに馴染めず周囲とは口もきかず目も合わせなかった玲緒の世話を焼く。最初は玲緒から拒否されて嫌われているのではないかと悩んでいたが、突然玲緒から告白を受け、自分も玲緒のことが好きだと気付く。公認のカップルになってからは玲緒への愛情を隠さない。イベント実行委員会のメンバーからは頼りにされており、何かと相談される。友達のいない玲緒に友達を作ろうと奮闘する。
一人称は「わたし」で玲緒のことは「玲緒」と呼び捨て。お笑い好きのアニソン好き。また、かわいいもの好き。倹約家で浪費家の玲緒とはしばしば衝突する。
川村 玲緒（かわむら れお）
声：杏花
高等部3年生。麻衣の恋人。3月22日生まれの牡牛座。
ふわふわの髪の毛を持ち日本人離れしたフランス人形のような容姿の小柄な少女。幼い口調もあって小学生とよく間違われる。怒りっぽくてわがままで自分勝手、態度も大きくしかも寂しがり屋の甘えん坊で世間知らずだが、クラスメイトからはマスコットのように愛されている。資産家の家庭の生まれで現在両親は海外に住んでいるため高級マンションで一人暮らしをしている。声楽のコンクールで優勝したことがあり子どものころにCDデビューも果たしている。噛み付き癖があり猛獣とも称される。ただし、甘い物に弱くお菓子を与えられるとすぐに懐柔される。不器用で機械オンチ。勉強は得意ではないが遅刻はしないなど真面目な面もある。
両親の離婚（後に復縁）によって2年生の春にミカ女に転校してくる。新入生入学式の日に学校に紛れ込んでいたところを麻衣と出会う。容姿と性格から皆は遠巻きに見ているだけで近づいてくることはなかったが、麻衣だけは違った。何かと世話を焼いてくる麻衣に反発をしていたが、いつしか麻衣に恋心を抱いていることに気づく。そして、ある日喧嘩をした勢いで麻衣に告白をしてしまう。つき合い始めてからも、素直になれないいわゆるツンデレである。麻衣には反抗するもいつもやりこめられている。非常に照れ屋で「麻衣のばか」と「麻衣のエロス」が口癖になっている。自分に自信がないが、他人に対しては強気な態度で通している。口は悪いが嘘は苦手。日常生活では基本的にだらだら過ごすことが多く、放課後には麻衣の家に行って食事と入浴を一緒にして、たまに麻衣の弟や妹たちの世話をしている。麻衣以外に友達はいなかったが、イベント実行委員会での活動を通してエリスとは喧嘩をしながらも掛け替えのない友達になる。エリスの卒業の際にはショックを受けながらも自ら卒業パーティーを企画するなど成長を見せた。また、エリスやイベント実行委員会のメンバーのことを気にかけるようになってきた。
一人称は「ワタシ」で麻衣のことは「麻衣」と呼び捨てている。また、特別親しい人以外はフルネームで呼ぶことが多い。シリーズの中では小学生の瑠奈よりも胸が小さく、そのことを気にしており、胸が大きい人に対して敵愾心を抱いている。
墨廼江 貴子（すみのえ たかこ）
声：あずまゆい
『その花びらにくちづけを あまくてほしくてとろけるちゅう』と『その花びらにくちづけを あまくておとなのとろけるちゅう』の主人公。ミカ女付属部の担任教師。瑠奈の恋人。3月16日生まれの魚座。
張り切るほど失敗するドジっ子で運動能力は高いが鈍くさい。地味な印象を持ち学生と間違われるくらいの童顔である。瑠奈に言わせるといじめたくなる表情をしていてドM気質である。瑠奈の自信たっぷりな態度には終始押されっぱなしで瑠奈の命令には逆らえない。非常に初心で、学生時代の体育祭では他の誰かがビリになるのが嫌で自分からビリになっていたような要領は悪いが頑張り屋で優しい性格だった。教師としては頼りなくヘタレである。自分で入れたドリップコーヒーが好き。ミカ女出身で、瑠奈の姉である麗奈に憧れていた。引っ込み思案で自分の気持ちを表現することが苦手だったが麗奈に出会ってから幼い頃からの夢だった教師への道を強く思うようになる。高等部時代に短大生だった麗奈に家庭教師をしてもらい、卒業後はミカ女付属の短大には進まず外部の教育大学に進学し教師の資格を取った。大学卒業後、母校のミカ女の付属部に務めて数年して担任を任されるようになる。そして、担任就任から1ヶ月後に瑠奈が転校してくる。家が商売をやっており一応社長の娘になっている。また、兄がいる。スタイルはよくカップ数では楓に負けているものサイズ91cmはシリーズで一番のサイズである。
転校生としてミカ女にやってきた瑠奈にいきなりキスをされる。麗奈に似ている瑠奈を苦手に思う一方で惹かれてもいた。教師の自分より生徒たちに憧れられクラスをまとめる力のある瑠奈に嫉妬してしまい、感情をぶつけてしまう。しかし、高等部時代の担任である教頭に諭され瑠奈に謝りに行く。その後、強引に迫ってくる瑠奈に戸惑っているうちに瑠奈の保護者である麗奈の仕事の都合で保護者代わりとして瑠奈と同棲することになる。そして教師と生徒という関係に迷いながらも瑠奈とつき合っていくことを決心する。瑠奈と恋人関係にあることは周知の事実となっている。
現在はワンルームマンションに瑠奈と2人暮らし。一人称は「私（わたし）」で瑠奈のことは学園では「蓬莱泉さん」、二人きりのときは「瑠奈」と呼び捨てにしている。
麗奈が日本に帰ってきたときは麗奈に甘える瑠奈を見て瑠奈を取られたような気持ちになり心が揺れる。しかし、そのことを乗り越え、麗奈から瑠奈を託されることになる。イベント実行委員会のメンバーには様々な相談にのってあげている。
蓬莱泉 瑠奈（ほうらいせん るな）
声：上田幸姫
中等部1年生。貴子の恋人。8月19日生まれの獅子座。
大きなリボンで束ねられた金髪のツインテールをしており、妖精のような容姿と称される。高圧的で高飛車な女王様でドS気質。自分に都合の悪いことは忘れてしまえる。傍若無人な小悪魔的な性格で貴子を振り回している。我慢強く話を聞くことは苦手である一方で、諦めることを嫌いできるまでとことんやる。強くて優しい性格でもあるが少し寂しがり屋である。子供扱いを嫌い、陰では背伸びをしている。朝は弱く、いつも貴子に起こされている。転校早々クラスを掌握するほどのカリスマの持ち主で気高く凛としているが、貴子の前では年相応の子どもっぽさや脆さ、わがままなところも見せている。頭もよく運動能力も高いが生活能力は低い。シロップをたっぷりかけたホットケーキが大好物で貴子の料理が好き。ニンジンやピーマンが嫌い。クラシック音楽を好む。ハードな官能小説なども読んでいる。犬か猫かで言えば犬派。占いが特技だが、自分は信じておらず人心掌握のためのツールとして利用している。将来の夢は外科医。『ミカ女の女王』『究極の淑女』と呼ばれた麗奈は姉である。麗奈にコンプレックスを持っていて離れていた時期もあったため接し方が分からない時もあったが、貴子をめぐるライバルとしてまた尊敬できる姉としてライバル視している。姉から10年分のお小遣いを渡され、それを自分でやりくりしている。寒さは苦手だが全裸で寝ている。
保護者である姉の転勤に合わせて海外を転々としていたが、小学6年の春に姉の母校であるミカ女に転校してくる。以前から麗奈に話を聞いていた貴子に好意を持ち、転校初日に儀式と称してクラスメートの目の前で貴子にキスをし、貴子を自分のものだと宣言する。貴子への愛情は隠さないが、素直になれない部分もある。貴子は保護者ではなく恋人で対等な関係だと思っている。貴子のためにクラスをまとめてフォローしていた。恋が人生を豊かにするという生来のプレイガール気質からクラスメイトに憧れられていた。両親不在のなか麗奈の仕事が忙しく一人でいることが多かったことは寂しく思っていた。
一人称は「わたし」で貴子のことは「せんせい」と呼んでいる。
ベストカップルには対象外のため選ばれなかったが、イベント実行委員会には麗奈の誘いで貴子とともに手伝いをしていた。年上ばかりのなかでも物怖じせずにいつも通り強気で過ごしていた。麗奈に対しては見捨てられたとの思いが強く素直に接することができずにいたが心の奥では慕っており、認められたいと思っていた。しかし、麗奈が日本に帰ってきてからは自然に接することができるようになる。付属部を卒業してからは授業が終わると貴子のクラスに迎えに行っている。
霧島 雫（きりしま しずく）
声：未瑛
『その花びらにくちづけを 天使の花びら染め』と『その花びらにくちづけを リリ・プラチナム』と『その花びらにくちづけを あなたに誓う愛』の主人公。ミカ女短大1年生。エリスの恋人。6月21日生まれ。
琥珀色の瞳に長い黒髪を姫カットにした純和風な美少女。成績優秀でスポーツ万能、教師からの信頼も厚い優等生。完璧主義者である一方で不器用で融通が利かない。努力家だが努力をしているところを見られるのは嫌い。何かを始めたら納得するまで突き詰めなければ気が済まない。貞操観念が強く恥ずかしがり屋で真面目である。また、プライドが高く、恋愛のこととなると詰まらない意地を張ってしまいすぐに照れ隠しをしてしまう。人が多い所が苦手で他人とは一線を画するところがあったが、イベント実行委員会のメンバーとは打ち解けるようになる。父親が書道家、母親が華道家の芸術一家で本人も書が得意である。家にはお手伝いさんがいて、両親は家を空けることが多い。周りからは「雫御前」と呼ばれている。外来語が苦手でカタカナ語は「ひらがな」で表記されている。私服は和服を着ており、集中して書を書くときも和服を着る。
以前から何かが足りないと感じており、足りない何かを埋めてくれる存在を求めていたところ、留学してきたエリスの世話役を任される。最初は人気者の座を奪ったエリスに嫉妬に近い感情を抱いていたが、実はエリスに一目惚れをしていた。エリスに告白されてもしばらく逃げ回っており、つき合うようになってからも素直になれず憎まれ口を叩いては自己嫌悪をしている。自然と女の子をくどいてしまうエリスにやきもきしており、自由気ままなエリスには振り回されっぱなしだが時には一喝することもある。
高等部時代は伝統遊戯研究会に所属していたが、エリスが入部するまでは一人きりの部活だった。麻衣とは似た恋人を持つ者同士相談をし合う仲である。麻衣と楓といっしょにやきもちグループ結成している。黒髪会第49代会長。
短大では最初新しい環境に馴染めずエリスとすれ違うこともあったが、今では充実している。短大進学後もイベント実行委員会にはエリスとともにしばしば顔を出している。
一人称は「わたくし」、エリスのことは「エリス」と呼び捨てにしている。
粢 エリス（しとぎ エリス）
声：桜川未央
ミカ女短大1年生。雫の恋人。12月6日生まれ。
緩やかなウェーブのかかったプラチナブロンドの髪をポニーテールにし、ガラス玉を嵌め込んだような碧眼の美少女。精霊がそのまま具現化したようなとも描写される。母親が北欧人で貿易商の父親が日本人のハーフ。日本語をしゃべるのは堪能だが漢字は苦手。自由で気ままで物怖じしない性格だが女の子には優しく詩的な言葉で口説く天然ジゴロ。好奇心旺盛で日本の文化が大好き。学業のほうは不得意らしくイベント実行委員のなかでのテストでは最下位候補になった。空気を読まない性格だが誰にでも分け隔てなく接することができる。運動部による争奪戦が起こるほど運動神経は良い。
日本に留学してきて初めての友達になった雫を好きになり衝動的にキスをして皆の前で告白をする。周りを気にせず直接的に愛を告げては雫を戸惑わせている。
現在は学校の近くで一人暮らしをしており家の中では裸で過ごしている。『銀光の新星《リュミエール・ノヴァ》』という二つ名があり、学園では『リリ・プラチナム』というファンクラブがあった。雫の父とはメールをやり取りする仲。ベストカップルに選ばれ、イベント実行委員会での活動を通して玲緒と喧嘩しつつも掛け替えのない友達となる。ミカ女高等部卒業後はミカ女短大へと雫とともに進学する。
一人称は「ワタシ」、雫のことは「シズク」と呼んでいる。
安曇 璃紗（あづみ りさ）
声：黒井音瑚
『その花びらにくちづけを ミカエルの乙女たち』と『その花びらにくちづけを アトリエの恋人たち』と『その花びらにくちづけを 初めて出逢ったあの日から』の主人公。高等部2年生。美夜の恋人。
生真面目で努力家。しっかりもの。進んでクラス委員長に名乗り出て、面倒なことも率先して引き受ける、また、そうするほうが楽だとも思うタイプ。一方でこの性格から人付き合いは浅いものが多く友達らしい友達がいなかった。成績もそれなりに良い。母親が日本人、父親が英国人のハーフで巨乳。両親は既に離婚しており、母親と二人暮らしだったが母親の再婚問題で揉めて母親は家に寄付かなくなっていた。そのため恋愛に嫌悪感を持っていて羞恥心も人一倍強いためその辺りを攻められると弱い。母親が外資系企業の管理職で一般的には裕福な家庭にあたる。母親がだらしない性格だったため生活能力を身につけた。
授業をひっきりなしにサボる美夜をクラス委員の立場から放っておけなくて注意するようになる。美夜の前では虚勢を張ってしまっていたが、美夜のペースに振り回されているうちに美夜のことが気になりだす。麗奈に頼まれてベストカップル選出の手伝いをすることになるが、しばしば喧嘩をしている姿をクラスメイトたちから仲良くしていると勘違いされ、自分たちもベストカップルに選ばれることになった。クリスマスイベントの後に美夜から告白を受け、本当に付き合うことになる。美夜が初恋だった。いわゆるツンデレ気質で美夜に対して素直に好意を表現できないことが多く、さらには美夜に流されてしまうことが多くなっている自分に危機感を持っている。しかし、美夜との追い掛けっこの日々も悪くないとも思っている。何でもできる美夜を尊敬していて、恋人であることを誇らしく思っている。
周囲には隠しているが可愛いもの好きで少女趣味。自分の部屋は宝物で埋めつくされている。またファンシーショップなどに行くと我を忘れてしまう。テーマパークなども好きである。綺麗好きの掃除好き。七海と紗良の3人で『2年生会』を結成して、互いに恋愛についてなど相談し合っている。
一人称は「私（わたし）」で、美夜のことは最初は「美夜さん」、付き合い始めてからは「美夜」と呼んでいる。
母親とのことは『その花びらにくちづけを アトリエの恋人たち』で美夜に説得されて話し合い解決する。母親とは新しい関係を築けており、現在はパートナーとヨーロッパに渡った母親の変代わりに美夜と同棲生活を送っている。ミカ女卒業後は美夜の留学に付き添う予定で、そのために美夜から英語を学んでいる。
六夏とは幼馴染で引っ越しを機に別れていたが妹のように思っている。六夏と沙雪を自分と美夜に重ねて世話を焼き、時に厳しく時にやさしく支える。
綾瀬 美夜（あやせ みや）
声：秋本ねりね
高等部2年生。璃紗の恋人。
天才タイプで成績優秀だが、教科書は一度目を通せば頭に入るため既に授業で学ぶことはないとサボってばかりいる。友達を作ろうとせずクラスにも馴染んでいない問題児だが存在感は大きい。容姿もよく運動も得意と万能だが、集団行動が苦手でマイペース。自信家で何でもできると豪語するが泳げなかったり高い所や絶叫マシーン、お化け屋敷が苦手だったりする。また大食漢で食べるスピードも早い。朝に弱いが遅刻はしない。猫舌。興味がないことには全く興味がなく、普段は無口で大人っぽいが璃紗と二人きりのときは饒舌になる。付き合い始めてからは璃紗に対しての愛情はストレートに表現し、いわゆる素直クールに分類される。しかし、璃紗の使用済み下着や歯ブラシを欲しがったりと璃紗からはど変態と嫌がられている。かなりの負けず嫌いで優菜をライバル視している。気配を消して突然現れることが特技。
資産家の家庭に生まれたが父親が事業に失敗し家庭が荒れていた。母親は美夜の持っている論文や特許を利用しようとし、それに対する抵抗の証として進学校ではないミカ女への進学を決める。周りとはレベルが違いすぎるため、璃紗から逃げ回っている際に見つけた学園の離れのアトリエを自分専用にティールームにして授業をサボって紅茶を飲んで読書をしていた。そんな自分にかまってくる璃紗を最初はうっとおしく思っていたが、周りからは過度な期待か無関心という環境で育ってきたため損得なしに自分に関わってきてくれた璃紗に好意を持ち、必死で真っ直ぐな姿を愛しいと思うようにさえなる。ベストカップルに選ばれた際には嫌がる璃紗に対して乗り気だった。何かとかまってくる璃紗を言いくるめてたりからかったりしている。しかし、分け隔てなく接してくる璃紗に心の中では憧れている。『リサノート』なる璃紗観察ノートをつけている。
現在でも有名大学から誘いを受けており、ミカ女卒業後は留学して、家の事業を継いで祖父の代以上の規模にすることを目標としている。
一人称は「わたくし」で璃紗のことは最初は「璃紗さん」付き合い始めてからは「璃紗」と呼び捨てにしている。
家族とは璃紗の説得によって話し合いをして和解している。現在は学業の傍ら家業を手伝っている。また璃紗以外の人間には興味がなかったが、イベント実行委員での活動を通して委員会のメンバーとも交流し、玲緒とはスイーツの情報についてメールを交したりしている。黒髪会会員。
六夏と璃紗の仲に嫉妬して暴走したりした。また、沙雪に様々な入れ知恵をして六夏にけしかけている。沙雪の祖母とは知人である。
蓬莱泉 麗奈（ほうらいせん れな）
声：真鶴コウ
蓬莱泉瑠奈の姉で、貴子の元家庭教師。ミカ女OGで『伝説の淑女』と呼ばれており、憧れの上級生をお姉様と呼ぶようになったのは麗奈の時代からである。ミカ女時代は環境整備委員会委員長を務めていた。
颯爽とした美人でエネルギッシュ、カリスマ性にあふれている一方で気さくで人望がある。しかし、家事は苦手。女の子と5分も話せばその子の考えていることがわかる。
瑠奈には毎日のように貴子のことを話していた。貴子に好意を持っていたがプラトニックな関係を築いていた。全てを受け止める優しさを持っており、気持ちを言葉で伝えることが苦手な貴子に対しても言葉を待っていてくれるような人だった。
ミカ女卒業後は海外で働いていたが、生活に疲れて突然帰国し、璃紗と美夜のクラス1年月組の担任を短期間務める。気に入った生徒にはすぐにちょっかいを出す。ひょうひょうとしているが生徒たちには適切なアドバイスを送る。教師に就任してすぐにベストカップルイベントを提案する。高級マンションに一人で住んでいて、イベント実行委員会に作業場として提供していた。
瑠奈を溺愛しており、瑠奈を一人立ちさせるために外国に旅立っていた。一時帰国を通して瑠奈や貴子と交流し貴子に瑠奈を託すことを決め、再び海外へと向かう。璃紗たちが高等部2年の夏の時点では海外で大きな仕事をこなして再び一時帰国をしていた。沙雪の祖母とは面識がある。
一人称は「私（わたし）」で瑠奈や貴子は呼び捨てにする。
相原 りんご（あいはら りんご）
声：本野しおり
『その花びらにくちづけを 天使のあこがれ』の主人公。聖ミカエル総合病院付属高等看護学院1年生。千秋の従妹で恋人。ミカ女出身。
ミカ看入学を機に従姉である千秋の部屋に一緒に住むことにする。ミカ女の入試の際に母親の実家で寝込んでしまい千秋に介抱されたことから千秋のことが大好きで、千秋の隣にいても見劣りしない千秋みたいな女性になることが目標だった。一緒に住むようになって千秋の意外な面に驚くも、千秋への気持ちが恋としての「好き」だと気付く。千秋に初めて求められたときには、千秋の本心が分からず拒絶してしまう。自分が子供であることがコンプレックスになって千秋に告白できずにいたが、優乃や成美達友達の助けを借りて千秋に告白をし、ついに結ばれる。
一人称は「あたし」で千秋のことは「千秋ちゃん」と呼ぶ。幼児体型で陰毛が生えていないことがコンプレックス。猪突猛進なところがあり、考えることが苦手である。天然で時々自分だけの世界に入ってしまう。また、義理堅い性格でどたん場に弱い。優乃や成美はミカ女時代からの同級生で親友。成美と晶の口喧嘩ではオロオロするばかりである。千秋との同居生活では家事を担当している。意外と大食いである。ミカ看入学時には首席合格を目標としていた。
高尾 千秋（たかお ちあき）
声：一ノ瀬心香
聖ミカエル総合病院消化器内科病棟勤務の看護師。ミカ看の卒業生。りんごの従姉で恋人。
普段は責任感があって面倒見のよい品行方正な淑女然とした女性だが、家では冬以外裸でいるなどだらしない面がある。また意外と頑固で少し意地悪なところがある。
りんごが生まれた頃からりんごのことが好きでずっと気持ちを押さえていた。りんごに告白されてもりんごの本心を確認するために一歩引いていた。しかし、酔った勢いでりんごに手を出してしまう。そんな中、りんごの気持ちが本気だと知って結ばれる。
晶の父親のエンゼルケアを担当していた。
片倉 優乃（かたくら ゆうの）
声：めりるゆか
『その花びらにくちづけを 天使たちの春恋』の主人公。ミカ看1年生。皐の恋人で寮では同室である。ミカ女出身でりんごと成美の親友。一人称は「わたし」。
おしとやかなお嬢様風で常に丁寧語で話す。引っ込み思案ながらも控えめな性格だが、皐への関心は強く、皐の世話をしつつも生活能力を向上させようとしている。暗い所が苦手である。
入寮の日散歩に出たところ道に迷ってしまったところを皐に助けられる。その際、皐に一目惚れしてしまい「皐さま」と呼んでいたほど慕っている。最初は皐の格好のいい生き方に憧れていただけだったが、一緒に暮しているうちにダメなところも包み隠さず見せてくれるところに惹かれていく。後に呼称は「皐さん」に変わる。
ネガティブ思考だが他者に頼る生き方を望んでいるわけではなく、手に職をつけるために看護師の道を選んだ。
石神 皐（いしがみ さつき）
声：杏花
ミカ看1年生。優乃のルームメイトで恋人。一人称は「ボク」で優乃のことは「優乃」と呼び捨てにしている。
看護学校を首席で合格して新入生代表を務める。たおやかな物腰、涼やかな声音、凛とした姿勢、聡明さを感じさせる言葉など優秀な人物。また誰にでも優しい笑顔を振りまいており、裏表なくいつでも等身大でいるが、空気を読まずに思ったことを発言するところがある。誠実だが不器用、独特のユーモアを持ち合わせている。生活能力はなく、自分のことも優乃に任せている。またお風呂が嫌いで、好きな食べ物はオムライスと甘口のカレーライスなど、子供じみた感性を持つ。
母親が看護師で小さいころから看護師は食いっぱぐれがないと聞かされていたためミカ看に入学する。父親は売れない作家をしている。
優乃から告白された時は一度は優乃の気の迷いだとして断わるが、優乃が他の子と仲良くしているのを見ると機嫌が悪くなるなど実は優乃に一目惚れをしていた。永遠などないという虚無的な価値観の持ち主だった。また、一時期優乃が千秋のことが好きだと勘違いしていた。
嫉妬深いところがあり、恋愛などの知識は官能小説から得ていた。
氷川 成美（ひかわ なるみ）
声：星野ひかり
『その花びらにくちづけを 天使たちの約束』の主人公。ミカ看1年生。晶の恋人。ミカ女出身。
両親・祖父母全員が医者であるが、兄も姉も家業を継がなかったため、医者になるべく医大を目指していたが、受験日に不運が続いて受験ができなかった。そのため1年間だけミカ看で勉強して医大を受け直すつもりでいた。学生寮を利用しており、滝沢なるみはルームメイトにあたる。
前向きな性格ではっきりと物を言う。友達を作るのも得意。
最初は絡んできた晶が不器用すぎて面白おかしく見ていただけだったがそのうち愛しく思うようになる。晶と付き合い始めてからはこのまま看護師になることにする。
稲取 晶（いなとり あきら）
声：あさおすずね
ミカ看1年生。成美の恋人。
少しキツそうな印象を与える美少女。自らの口の悪さとめんどくささを自覚している一方、気をゆるめると子供っぽくなる。意外と義理堅いが鈍感で鈍い。人付き合いが苦手なことはコンプレックスになっている。
成美の看護学校なんかという発言に噛みつく。成美には嫌われていると思っていた。裕福な家庭に育ったが父親が共同経営者に裏切られて借金を負い、さらに末期ガンで倒れる。父親の介護をしているうちに父親から看護師に向いていると勧められる。父親の死後は人間不信に陥り、また介護で友達もできずにいた。
篠崎 六夏（しのざき りっか）
声：緑川円
『その花びらにくちづけを　白雪の騎士』の主人公。聖ミカエル女子学園の1年生。沙雪の恋人。
困っている人を見ると放っておけない世話焼きな性格で、クラスの副委員長を務める。周りからは「白雪の騎士」と呼ばれ、慕われている。
入学早々100m走で全国大会クラスの記録を出したことで有名になり、沙雪とともに「新一年生ベストカップル」に選ばれる。沙雪のことは入学当初から一目惚れをしていた。夏休み中に他カップル達に助けられ、沙雪に想いを告白し、一波乱あったものの付き合い始めることになる。
ミカ女に入学するときに貴子や瑠奈の住んでいるマンションに引っ越し、現在一人暮らしをしている。その影響で貴子とはよく顔を合わせていたが、貴子がミカ女の教師であることを知ったのは夏休みに入ってからである。また璃紗とは従姉妹で幼馴染であり、ベストカップルの顔合わせのときは緊張のあまり姿を見るなり抱きついてしまったり、沙雪との関係について相談に乗ってもらったりと、甘えがちな面もある。しかし沙雪と付き合い始めてからは、恋人との問題は自分たちの力で解決する意思を強めている。
沙雪と付き合い始めてからは、沙雪が六夏に対する愛情を周囲に隠しておらず、また二人の関係を聞かれた際は正直に何でも話してしまうため、そのことについて若干困っている。しかし、沙雪のことでは大抵のことは許してしまっている。
一人称は「ワタシ」で沙雪のことは「沙雪さん」と呼んでいる。
白河 沙雪（しらかわ さゆき）
声：咲智ゆん
六夏の恋人。六夏とは同級生であり、クラスメイト。
クラスの委員長であり、周りからは「白雪姫」と呼ばれている。またミカ女の実質的な生徒会である環境整備委員に属している。
武家の末裔であることやそのおしとやかな容姿や態度、また文武両道で成績もよいこともあって「究極の淑女の再来」とも噂されている。そのため入学当初から有名であり、六夏とともに「新一年生ベストカップル」に選ばれる。最初は「ベストカップル」とは学園の有名人たちをカップルに見立てて楽しむイベントだと考えており、他のベストカップルたちも本当のカップルではないと考えていた。しかし六夏のことはベストカップルに選ばれた当初から気になっており、本当のカップルになることを望んでいた様子である。
実は家庭や彼女の祖母の影響でミカ女卒業後に結婚することが入学当初から決まっており、そのため六夏に告白を受けた際に一度断っている。しかし、六夏の想いの強さや自身の六夏に対する想いもあって、二度目の告白を受け、付き合うことになる。
ベストカップルの面々との顔合わせの際も緊張や物怖じした態度を周囲に見せず、普段のおしとやかな態度を崩すことはめったにない。しかし、彼女の祖母にいきなり一週間後の婚約を強制されたときは、家出して六夏の家に泊まってしまうといった、感情や想いに任せて行動してしまうこともある。
一人称は「私（わたくし）」で六夏のことは「六夏さん」と呼んでいる。
小野原 葉月（おのはら はづき）
声：田中理々
『その花びらにくちづけを　にゅーじぇね！』の主人公。中等部2年生。愛実の恋人。
蘇枋 愛実（すおう まなみ）
声：椎那天
中等部2年生。葉月の恋人。
君島 亜弥（きみしま あや）
声：柚木サチ
中等部2年生。藍の双子の妹で恋人。
君島 藍（きみしま あい）
声：椿乃なお
中等部2年生。亜弥の双子の姉で恋人。
三澤 渚（みさわ なぎさ）
声：三日月一花
『その花びらにくちづけを　れぼりゅーしょん！　りなぎさ』の主人公。中等部2年生。莉菜の幼馴染で恋人。
高幡 莉菜（たかはた りな）
声：綾瀬とまり
中等部2年生。渚の幼馴染で恋人。
登沢 真希（とざわ まき）
声：和泉あやか
中等部3年生。
羽村 佳織（はねむら かおり）
声：喜多村英梨
『はなひらっ！』の主人公。デフォルメ調な外見と幼いな振る舞いのせいで見えないが、ミニドラマ「はなひらにめっ！」で高等部所属と判明（旧校舎は3年生専用なので、世界観共通なら3年生）、他の3人も同様。幼馴染のあまねに始終振り回されているが、本来の意固地な性格の為に中々好きだと言い出せない。
結城 あまね（ゆうき あまね）
声：榊原ゆい
『はなひらっ！』の登場人物。佳織とは生まれた時からずっと付き合いのある幼馴染で、家も隣同士（そのため、よく泊まりに来たり晩御飯を戴きに押しかけてくる）。佳織が大好きで、公私共に彼女にべったり。
幼児期から破天荒な行動ばかり取っていたらしく、今でも佳織を悩ませている最大の原因でもある。
魚住 小春（うおずみ こはる）
声：徳島未彩
『はなひらっ！』の登場人物。佳織、あまねのクラスメートで、子供っぽい少女。料理に関しては高校生ながらプロも顔負けの腕前を持っていて、いつも豪勢な弁当を持ってくる。
自分が他の3人より子供っぽい事に若干のコンプレックスを抱いており、大人びた雰囲気を持つ真琴に憧れに近い感情を抱く。
藤堂 真琴（とうどう まこと）
声：内田愛美
『はなひらっ！』の登場人物。佳織、あまねのクラスメートで、クールな雰囲気の似合う凛とした少女。3人と違ってミカ女には中等部からの編入。
高等部進学の頃、困っていた小春を助けた事で彼女と知り合っている。これがきっかけで、今では佳織、あまねとも親交が深まって文字通りの4人グループを成している。

## ドラマCD

### タイトル
ふぐり屋から出ているドラマCDのシリーズ。
| タイトル | タイトル                                            | 主要登場キャラクター | 原画     | シナリオ       | 販売元   | 発売日         | 備考               |
| -------- | --------------------------------------------------- | -------------------- | -------- | -------------- | -------- | -------------- | ------------------ |
| 01       | その花びらにくちづけを ずっと幸せなキス             | 七海・優菜           | ぺこ     | 佐野晋一郎     | ふぐり屋 | 2007年12月31日 |                    |
| 02       | その花びらにくちづけを 楓ちゃんスーパーモード       | 楓・紗良             | ぺこ     | 佐野晋一郎     | ふぐり屋 | 2009年2月20日  |                    |
| 03       | その花びらにくちづけを ずっといっしょの夏           | 麻衣・玲緒           | ぺこ     | 佐野晋一郎     | ふぐり屋 | 2009年8月13日  |                    |
| 04       | その花びらにくちづけを 夢のような日々               | 七海・優菜           | ぺこ     | JUN            | ふぐり屋 | 2010年12月17日 |                    |
| 05       | その花びらにくちづけを 通い妻だいありぃ             | 麻衣・玲緒           | ぺこ     | JUN            | ふぐり屋 | 2011年12月31日 |                    |
| 06       | その花びらにくちづけを 楓ちゃんの新妻クッキング     | 楓・紗良             | ぺこ     | JUN            | ふぐり屋 | 2012年8月11日  |                    |
| 07       | その花びらにくちづけを 玲緒のわがままご褒美デイズ   | 麻衣・玲緒           | ぺこ     | JUN            | ふぐり屋 | 2012年12月31日 |                    |
| 08       | その花びらにくちづけを いちゃラブ春休み             | 璃紗・美夜           | ぺこ     | JUN            | ふぐり屋 | 2012年12月31日 |                    |
| 09       | その花びらにくちづけを 璃紗のゴールデンバケーション | 璃紗・美夜           | ぺこ     | JUN            | ふぐり屋 | 2013年5月31日  |                    |
| 10       | その花びらにくちづけを 黒髪の恋人                   | 麻衣・玲緒           | ぺこ     | JUN 日吉ひより | ふぐり屋 | 2013年8月10日  | 雫・エリスも登場。 |
| 11       | その花びらにくちづけを ふたりのキャンパスライフ     | 雫・エリス           | ぺこ     | JUN 日吉ひより | ふぐり屋 | 2013年8月10日  |                    |
| 12       | その花びらにくちづけを あじさいの季節               | りんご・千秋         | 会田孝信 | 円まどか       | ふぐり屋 | 2013年8月10日  |                    |
| 13       | その花びらにくちづけを 映画みたいな二人の朝         | 璃紗・美夜           | ぺこ     | JUN 日吉ひより | ふぐり屋 | 2013年12月31日 |                    |
| 14       | その花びらにくちづけを 仔猫な恋人                   | 六夏・沙雪           | ぺこ     | JUN 日吉ひより | ふぐり屋 | 2013年12月31日 |                    |
| 15       | その花びらにくちづけを それはまるで長い夢           | 優乃・皐             | 会田孝信 | 円まどか       | ふぐり屋 | 2014年4月28日  |                    |
| 16       | その花びらにくちづけを 朝まで、ずっと               | 雫・エリス           | ぺこ     | JUN 日吉ひより | ふぐり屋 | 2014年8月16日  |                    |
| 17       | その花びらにくちづけを 可愛い私の恋人               | 貴子・瑠奈           | ぺこ     | JUN 日吉ひより | ふぐり屋 | 2014年8月16日  |                    |
| 18       | その花びらにくちづけを 3日おくれのクリスマス        | 麻衣・玲緒           | ぺこ     | JUN 日吉ひより | ふぐり屋 | 2014年12月30日 |                    |
| 19       | その花びらにくちづけを 天使たちの恋人デート         | 成美・晶             | 会田孝信 | 円まどか       | ふぐり屋 | 2015年3月27日  |                    |
| 20       | その花びらにくちづけを ワタシの素敵な恋人           | 六夏・沙雪           | ぺこ     | JUN 日吉ひより | ふぐり屋 | 2015年8月16日  |                    |
| 21       | その花びらにくちづけを 幸せ☆スイーツ                | 亜弥・藍             | 会田孝信 | 円まどか       | ふぐり屋 | 2015年8月16日  |                    |
| 22       | その花びらにくちづけを 甘え姫と雪の王子さま         | 楓・紗良             | ぺこ     | JUN 日吉ひより | ふぐり屋 | 2016年1月15日  |                    |
| 23       | その花びらにくちづけを 幸せの訪れるキス             | 渚・莉菜             | 会田孝信 | JUN 日吉ひより | ふぐり屋 | 2016年1月15日  |                    |
| 24       | その花びらにくちづけを 愛の記憶をもういちど         | 璃紗・美夜           | ぺこ     | JUN 日吉ひより | ふぐり屋 | 2016年10月21日 |                    |
| 25       | その花びらにくちづけを かつてない仲なおり           | 麻衣・玲緒           | ぺこ     | JUN 日吉ひより | ふぐり屋 | 2016年12月29日 |                    |

### ボーナスドラマCD
| タイトル | タイトル                                | 主要登場キャラクター | 原画 | シナリオ       | 販売元             | 発売日         | 備考                                            |
| -------- | --------------------------------------- | -------------------- | ---- | -------------- | ------------------ | -------------- | ----------------------------------------------- |
| 01       | その花びらにくちづけを スキスキ麻衣さん | 麻衣・玲緒           | ぺこ | 南風           | ふぐり屋           | 2010年7月30日  | OVAに付いてる                                   |
| 02       | その花びらにくちづけを いれかえまいんど | 璃紗・美夜           | ぺこ | JUN 日吉ひより | 聖ミカエル女子学園 | 2016年10月28日 | 初めて出逢ったあの日から げっちゅ屋特典ドラマCD |

### 内容
『その花びらにくちづけを ずっと幸せなキス』
夏休み前の期末テストが終わってデートの計画を立てる七海と優菜だったが、有名人の優菜のために人目を避けることになる。そして、七海が優菜に連れて来られたのは誰も知っている人のいない見知らぬ街。しかも、優菜は一日中キスをすると言い出した。
『その花びらにくちづけを 楓ちゃんスーパーモード』
紗良からデートの提案をされた楓だったが人目が気になりなかなか行き先が決まらない。そこで楓が思い付いたのは誰も知っている人のいない温泉宿での一泊デート。人目から解放された楓は思わず積極的な態度をとってしまう。
『その花びらにくちづけを ずっといっしょの夏』
夏の暑さに機嫌を悪くした玲緒をプールに連れ出そうとする麻衣だったが、泳げない玲緒は中々乗り気にならない。そこで麻衣はお風呂で特訓をしたり水着を買いに出たりとあれやこれや手を尽す。そして、いざプールに行くことになるも、またもや騒動が発生した。
『その花びらにくちづけを 夢のような日々』
実家のリフォームのため一人暮らしをすることになった七海。そんな七海のために優菜はマンションを用意し、一緒に住むと言い出す。こうして2人の初めての同棲生活が始まる。
『その花びらにくちづけを 通い妻だいありぃ』
あいかわらず麻衣の家に入り浸る玲緒はずっとホテル暮らしを続けていた。麻衣にせかされて玲緒が見つけてきた部屋は豪華なデザイナーズマンションの一室。麻衣がポロッと言った「通い妻」という言葉に玲緒が反応した。
『その花びらにくちづけを 楓ちゃんの新妻クッキング』
楓は自分に甘えてくる紗良の将来に少し不安を感じていた。そんな中、紗良がテレビ番組で料理を披露することになり、慌てた紗良は楓に料理の指南を依頼する。
『その花びらにくちづけを 玲緒のわがままご褒美デイズ』
エリスの卒業パーティーを成功させた玲緒は麻衣に何でも言うことを聞くという約束を果たさせようとする。暖房をがんがん効かせた部屋でかき氷を食べたり、昼まで眠りつづけたりやりたい放題。一方、玲緒は麻衣に内緒である計画を立てていた。
『その花びらにくちづけを いちゃラブ春休み』
美夜と付き合い始めて初めて春休みを迎えた璃紗。相変わらず美夜に振り回されていた璃紗だったがある日テーマパークのチケットに当選する。だが、実は美夜はテーマパークを苦手としていた。
『その花びらにくちづけを 璃紗のゴールデンバケーション』
2年生に進級したゴールデンウィークに璃紗は美夜に誘われて美夜の家の別荘へと向かう。あまりのスケールの違いに気圧される璃紗。しかし、次第に慣れて美夜との休暇を楽しむようになる。
『その花びらにくちづけを 黒髪の恋人』
玲緒とエリスの仲の良さについ嫉妬してしまう麻衣だったが、その麻衣も雫と疑似姉妹の関係を結ぶことに。一方、玲緒もそんな麻衣と雫を見て二人の仲を疑い始める。そして、二人の浮気の現場を押さえようとして奮闘し始めるのだった。
『その花びらにくちづけを ふたりのキャンパスライフ』
ミカ女短大へと進学した雫とエリス。新しい生活に心を踊らせる雫だったが、気負いすぎて空回る。そのうちにエリスともすれ違うようになった。
『その花びらにくちづけを あじさいの季節』
あじさいが咲く季節に、りんごは千秋と二人きりで露天風呂で有名な宿へと旅行に出掛ける。ハンドルを握ると性格の変わる千秋の運転に振り回されるりんご。宿に到着した時、今度はりんごが旅の開放感からずっと裸でいると言い出した。

## 同人誌（小説）
ルミノシティ&ふぐり屋から出ている小説のシリーズ。小説は佐野晋一郎とJUN、イラストはぺこが担当。
『その花びらにくちづけを 二人のクリスマス』
つき合い始めてから初めてのクリスマス・イブを迎える七海と優菜。当日の約束をとりつけるのを忘れたものの、優菜を家に招待することになった七海は朝から準備で忙しかった。そして、約束の時間を迎えるが、優菜から前の予定が押して遅れてくるという連絡が入った。
『その花びらにくちづけを 二人のバカンス』
夏休みに海に行く約束をした楓と紗良。ところが紗良に突然南の島での仕事が入る。紗良を笑顔で見送ろうとする楓だが、紗良は策略を用いて楓も南の島に同行させようとした。
『その花びらにくちづけを 二人の熱い夏』
せっかくの夏休みだというのに弟や妹の世話ばかりで自分との時間を作ってくれない麻衣に納得がいかない玲緒。しかし、3日間だけ2人だけの時間ができ、2人は別荘のある軽井沢に行った。
『その花びらにくちづけを 二人のバレンタイン』
お正月を優菜と過せなかった分バレンタインデーを素敵なものにしようと意気込む七海。だが、バレンタインデー前日になって七海には次々と災難に遭う。
『その花びらにくちづけを カーテンコールは終わらない』
学園祭の実行委員を務めることになった楓はクラスメイトの意欲向上に悩んでいた。そこへ紗良が現れて演劇部と合同で演劇をするという話になり、ヒロインに紗良、王子様役に楓があてられた。
『その花びらにくちづけを 愛のキスをもういちど』
学園祭の日が近づく中、玲緒の部屋を掃除していた麻衣が見つけたのは、玲緒が子どもの頃に出したというCD。麻衣はあらゆる手で玲緒の歌声を聴こうするが、玲緒は頑として歌おうとしない。
『その花びらにくちづけを 南の島であまとろちゅ！』
クリスマス当日、貴子は突然瑠奈に南の島に連れて来られる。無人島で2人きりとなった、貴子は何とか瑠奈を守ろうと奮闘する。
『その花びらにくちづけを 番外総集編』
総集編。『二人のクリスマス』『二人のバカンス』『二人の熱い夏』を収録。新規としては学園祭舞台裏でのカップルを描いた短編『バックステージ☆パス』が収録されている。
『その花びらにくちづけを バレンタイン狂騒曲』
いつもはバレンタインに興味のない雫だったが、期待を隠さないエリスのために初めてのチョコレート作りに励む。
『その花びらにくちづけを 夏をぎゅっとね！』
夏の暑さに機嫌を悪くした玲緒をなだめるために、麻衣は2人での旅行を提案する。当日まで行き先を秘密にされた玲緒が連れて来られたのは、麻衣の祖母の家だった。
『その花びらにくちづけを 二人のゴールテープ』
瑠奈は体育祭で優勝することを宣言し、貴子を巻き込んで猛特訓に励んだ。そして体育祭当日、瑠奈は貴子と優勝を掛けた最終競技の二人三脚に出場する。
『その花びらにくちづけを 番外総集編2』
総集編。『二人のバレンタイン』『カーテンコールは終わらない』『愛のキスをもういちど』を収録。新規として夏祭りでのカップルの様子を描いた『二人と二人と二人の夏祭り』を収録。
『その花びらにくちづけを ぬくもりに包まれて』
年末年始を二人で過ごした雫とエリス。買い物に訪れた商店街の福引で一等の一泊二日ペア音泉旅行を引き当てる。そして露天風呂で、宿で二人の旅行を満喫するのだった。
『その花びらにくちづけを スプリング・スプラッシュ』
春休みに美夜に誘われてオープン前の『東京スカイシティ』に訪ずれた璃紗。早速ショッピングに食事にと話題のスポットを楽しむ璃紗。そんな中施設内にあったプールで遊ぶことになったが、美夜が泳げないと知った璃紗はある行動に出る。

## ラジオ
『玲緒っぽいらじお』は、ニコニコ動画にて配信されているWebラジオ。
『ゆりりんラジオ』
パーソナリティ：安曇璃紗(黒井音瑚)、綾瀬美夜(秋本ねりね)

## OVA
『その花びらにくちづけを あなたと恋人つなぎ』が2010年7月30日に発売。シリーズ第三作のアニメ化。
- 監督・演出 - 迫井政行
- 脚本 - 南風
- キャラクター原案 - ぺこ
- キャラクターデザイン・原画 - 坂井久太
- 作曲・編曲 - CycloMusic
- 製作 - ChuChu

## 評価
商業デビュー作である『その花びらにくちづけを ミカエルの乙女たち』は、萌えゲーアワード2013の12月月間賞を受賞し、年間アワードでも、純愛系作品部門の金賞を受賞した。選考に携わったデザインスタジオ威風堂の高木敬介は、「思春期の少女恋愛で求められる、純情な感情やもろさ、少女たちの子心の揺れが淡く描かれた、王道的な百合を楽しめる」とし、「主人公のほかにも、上級生や教師といった上の立場の人間からの恋愛模様も描かれており、それが独特の耽美的な世界観になり、秘められた楽しみを味わうことができる作品である」と、選考理由を挙げている。

### OVA
穴リスト猫はOVA版『その花びらにくちづけを あなたと恋人つなぎ』について、「2人の絡みは美しいまでにエロく、その美しさがこの作品だけでなくシリーズそのものの人気につながっているのではないか」とみており、続編や別のカップルの話もアニメ化してほしいと述べている。

## コラボレーション
2017年9月25日から10月8日まで、同じく少女同士の同性愛を扱ったアドベンチャーゲーム『ことのはアムリラート』とのコラボレーション・カフェが期間限定で開催された。